# Château d'Ehrenfels (Grisons)
Pour les articles homonymes, voir château d'Ehrenfels.
Le château d'Ehrenfels, appelé en allemand Burg Ehrenfels, est un château fort situé sur le territoire de la commune grisonne de Sils im Domleschg, en Suisse.

## Histoire
Les origines du château, qui se dresse au sommet d'un double éperon rocheux au sud du village de Sils dans une zone boisée, ne sont pas connues. La tour centrale de quatre étages date probablement de la première moitié du XIIIe siècle, les autres bâtiments ayant été bâtis après coup, la zone résidentielle et le mur d'enceinte datant du XIVe siècle. Le bâtiment est mentionné pour la première fois par écrit en 1423, alors que la famille de Ehrenfels est citée dans un document de 1257.
Habité par la famille homonyme jusqu'à la fin du XVe siècle et sous le contrôle de l'abbaye de Cazis, le château est abandonné peu après 1600 et commence à tomber en ruine, puis est utilisé comme carrière par les habitants de la région. Un projet, non abouti, prévoit même de détruire le donjon pour construire une nouvelle ligne des chemins de fer rhétiques.
En 1933, le château est acquis par l'association suisse Châteaux forts. Cette association, alors dirigée par l'architecte Eugen Probst, lance une campagne de rénovation et de reconstruction du bâtiment en utilisant des jeunes chômeurs. Après quelques années de pause par manque de moyens financiers, les travaux reprennent en 1936 et sont terminés dans les années suivantes.
En 1954, le château, alors inscrit comme bien culturel d'importance nationale, est transformé en auberge de jeunesse.

## Sources
- (de) Cet article est partiellement ou en totalité issu de l’article de Wikipédia en allemand intitulé « Burg Ehrenfels (Sils) » (voir la liste des auteurs).